# 雑種
雑種（ざっしゅ）は、広義には、異なる品種、系統、種などの間の交雑によって生じた仔をいう。狭義には特定の遺伝子に関して特異の状態の個体をいう。遺伝学、分類学、ペット市場など分野ごとに雑種の定義が異なる。

## 遺伝学
遺伝学では系統が異なる個体間交雑から得られる子を雑種という。両親が対立形質を持つ純系では、雑種は両親どちらかの発現する性質を優性遺伝子、発現の見られない性質を劣性遺伝子といい、対立遺伝子の中間が発現する場合を中間雑種という。

## 汎用用法
通常は確立された形質の異系統間交雑から産生された個体を雑種と呼ぶ。犬の異なる品種の間の仔や、ラン科の種間交雑によるものなどが例出される。
一般に生物は、近隣種を除いては交雑できないか、子が生まれても不妊になる場合が多い。これは生殖的隔離と呼ばれ、配偶行動、生殖器の構造、精子と卵子の表面にあるタンパク質によるカギ構造など、多層的な仕組みに由来するとされる。ただ亜種のような近いレベルでは交配が可能で、生まれた子には双方の遺伝的性質が現れる場合が多い。また、カイコ(n = 28)と日本産クワコ(n = 27)のように染色体の本数が異なっている種でも、遺伝的に近い種では種間交雑が可能であり、さらにその子孫にも妊性（稔性）があるという例もある。

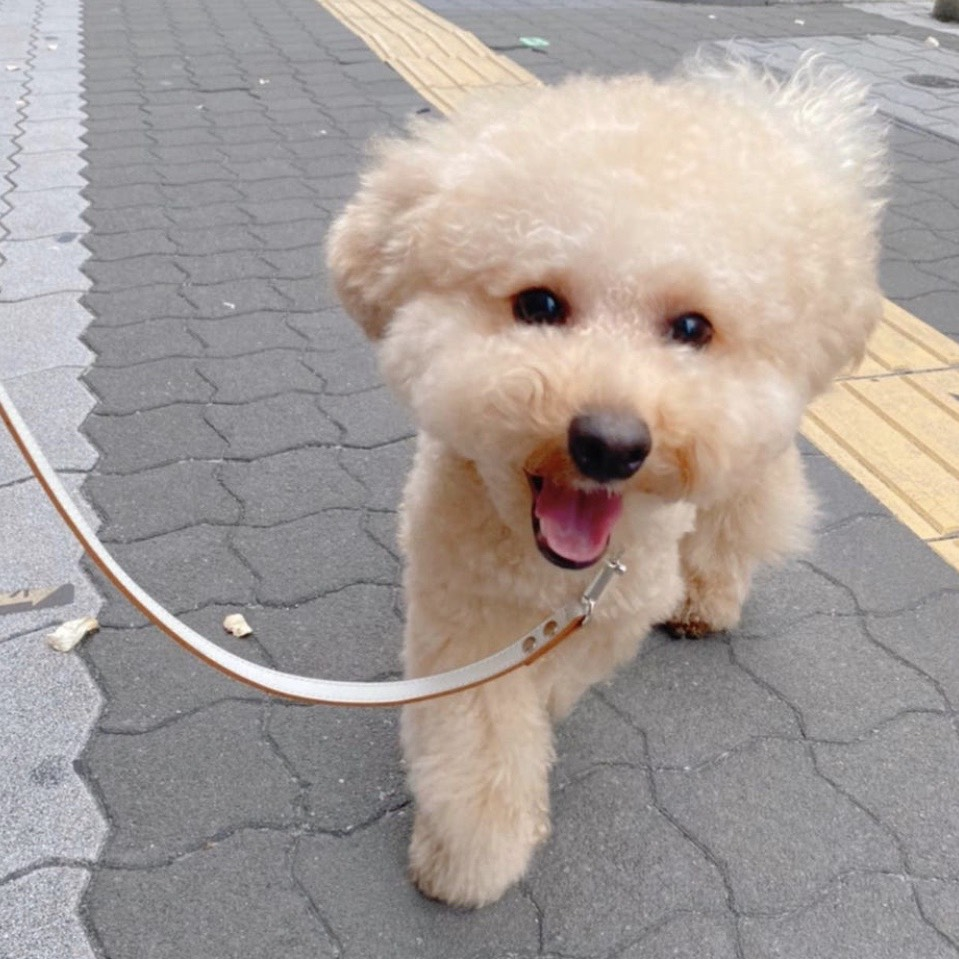
ビションフリーゼとトイプードルのMIX犬ビションプー（こたつ）

### ペットの場合

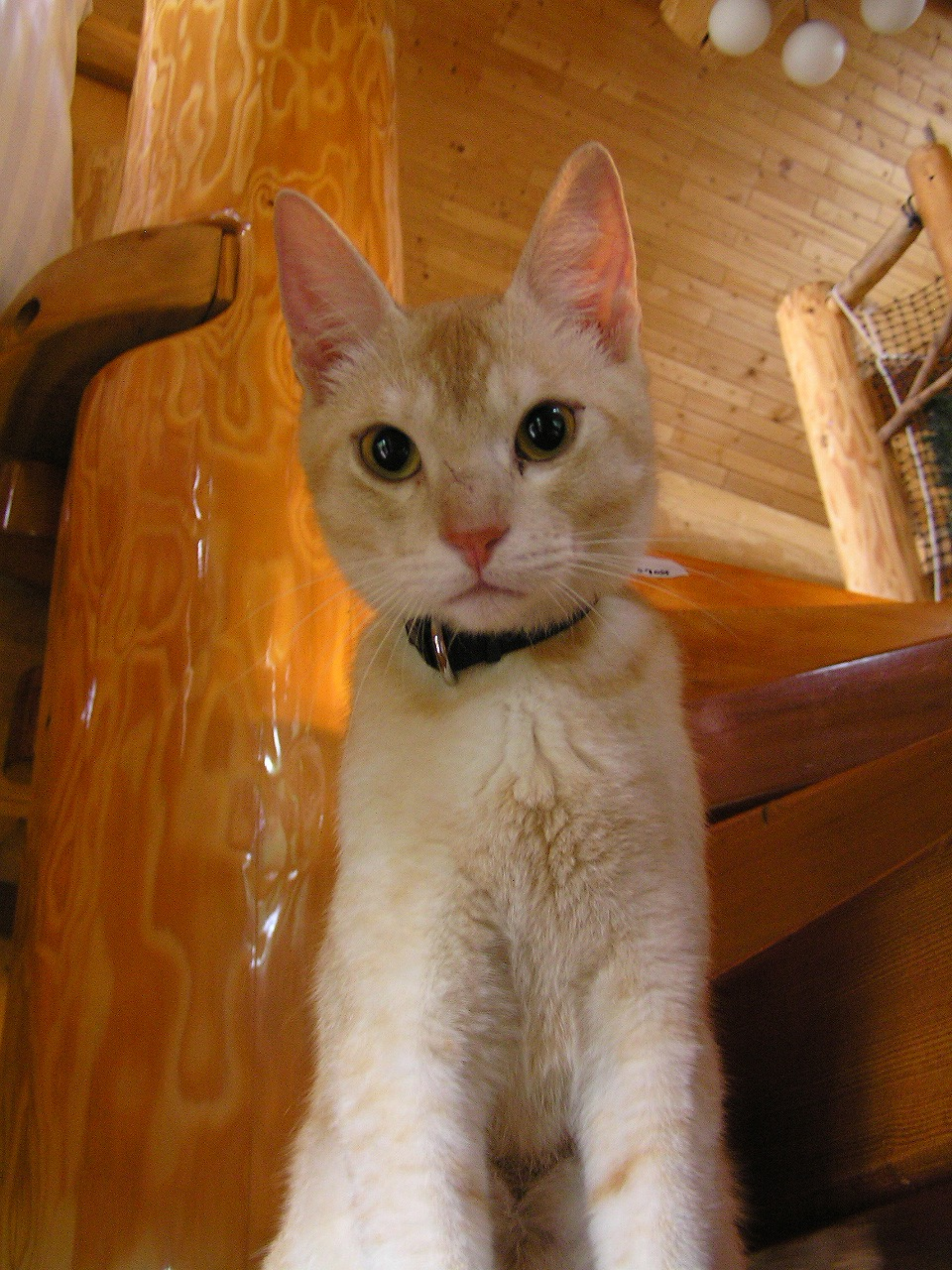
アビシニアンとニホンネコの雑種。両方の特徴が見られる。

「犬」は元来一種類で、区分は人間の品種改良によるものであり、異品種間交配は可能である。仔は両者中間的か両者特徴を持つ「雑種」が得られることが大半である。品種特定が困難な場合も全国のペットショップで「MIX 父○○ 母○○」と呼ばれ、これらは商品価値が低く、品種維持のため雑種を生まない努力を要す。ドッグショーで雑種を出すショーは多くない。雑種から新品種が選ばれる場合もあり、新品種を作出するために雑種を作る場合もある。ブルテリアなどはその経緯が名に残されたものである。雑種という呼称はイメージが悪いため「ミックス」なる呼称が近年流行しているが、ラベルだけ張り替えても本質は変わらず、組み合わせにより奇形などの障害発生も多く、安易に行うのは好ましくない。交配する品種で体格差があったり、性質が違ったりする場合は問題が起きやすい。
ウサギも雑種が多数販売されているが、全ての店舗で「仔うさぎ」という商品名で売られており、どの品種を交雑させたのか説明も無く、値段も他の品種とあまり変わらない。

### 種間の場合
分類学で種の分類でもっとも基本的と見なされているのは、交雑によって妊性(稔性)のある子(次世代)ができるかどうかを基準とする生物学的種概念である。したがって定義上、雑種を形成する二種は別種ではないのだが、記載されている生物種の多くは実際には形態や生態的特徴で分類されている。このような形態的種、生態的種の間の交配によって生まれた個体のことを雑種という。これには自然に生まれるものと、人為的なものがある。

#### 野外の場合
野外の場合、雑種個体が見つかることはごく少ないのが普通である。生物の種は近縁なものがごく近いところに生息することは珍しくないが、それらの間で生殖的隔離が成立していない場合は二種に分かれず、融合するはずである。
しかし実際には、雑種が見られる場合もある。例えばセグロカモメのような輪状種の地域個体群やダーウィンフィンチ類が雑種を形成していることで有名である。そしてこれらは種とすべきか、別種とすべきかの議論を引き起こしている。
ニホンイシガメとクサガメの雑種が発見されることがあり、「イシクサガメ」または「ウンキュウ」とよばれている。この雑種は繁殖能力を持っており、ペットショップにはブリーディング個体も出回っている。かつてはイシガメ科イシガメ属とイシガメ科クサガメ属の属間雑種と言われたが、遺伝子解析をふまえた新しい分類ではニホンイシガメもクサガメもイシガメ属に分類されている。またイシガメ科ハコガメ属のセマルハコガメとイシガメ科ヤマガメ属のリュウキュウヤマガメの雑種も発見されている。
カモ科の鳥では比較的多くの雑種が記録されており、例えば、マガモとカルガモ、マガモとオナガガモ、ヒドリガモとアメリカヒドリ、マガモとトモエガモなどの雑種と思われるものの記録がある。これはカモ科の鳥は鳥類では、ファルスと呼ばれる陰茎に似た機能を持つ器官があるためであると考えられる。
しかし、不稔性の雑種が生まれている例はそれ以上に多い。植物では雑種の可能性が考えられた場合は種子の様子を観察し、不完全なものが多い場合は雑種であるという判断をすることがある。むしろ不稔の雑種の存在は、生殖的隔離が確立している証拠とも言える。雑種が発生する種間はある程度限られているから、それによって生じる雑種にも学名が与えられ、種小名の頭に×を付けて示す。
なお、これらは自然な分布の下でのことであり、例えば人為的に移植が行われた場合、帰化種の場合にはたやすく雑種が生じる場合もある。たとえばタイワンザルが日本に持ち込まれ、ニホンザルとの間に雑種を形成しており、さらにその雑種との交配も確認されている。それらの雑種はほぼ両者の中間的な形質を持っている。このことから、両者を別種としていることに対する疑問を呈する向きもあるが、別種と見なす判断は、元来は地理的に隔離されており、生殖隔離が完全に近く、その上で形態的な差異があることに基づいている。人為的な移植がなければ別種との判断が揺らぐことはなかったと推測される。
イエネコとヤマネコは極めて近い種であるために交雑が発生し得る。これらでは野猫の問題が良く知られており、野生動物・在来種としてのヤマネコを保護する観点から、人為的に持ち込まれたイエネコ（ノネコ）を捕獲・駆除しなければならないという状態にあり、捕獲後の扱いに関して、これに反対意見を述べる者もあって社会問題にもなっている。このように、在来種の遺伝子プールが、外部から流入した外来種との交雑によって変異することを遺伝子汚染という。
日本では養蚕業で長年カイコが飼育されてきたこと・野生種のクワコが存在していることから、伝承として『青白』というカイコの品種がクワコと交雑したと考えられているが、現在では実際にクワコからカイコへの遺伝子移入が起こったかどうかは確認されていない。逆に、『外来種』であるカイコの遺伝子がクワコに流入したかについては、長年カイコが養蚕業で飼育されているにもかかわらず、交雑個体が野外で確認されていないこと等により起こっていないと考えられている。ただし、クワコ由来の遺伝子が交配により導入されたカイコの品種や形質（クワコツマグロ）が存在する。

#### 人為的な雑種
家畜・作物では、混血（交雑）は様々な優れた形質を家畜や作物に与えようとして（品種改良）、実験的交配が繰り返されてきた。この中には生物学的な問題を無視して、異なる科や属に位置する種族どうしを掛け合わせようとした歴史もある。
掛け合せによって生まれる動（植）物の第一世代を遺伝学でF1（エフワン）世代という。さらにその中で両親の（人間にとって）好ましい形質を受継いでいるものをハイブリッドと呼ぶ。しかし一世代限りで次世代が生まれない（交雑種同士では交配できない）というものも見られる。
一般に野外で雑種が少ないのは、生殖的隔離が成立している生物集団同士がまとまって別種、あるいは亜種を形成し生息しているからである。人為的に交配させた場合、この限りではないが、実際に野生種間で雑種を作ろうとしてもうまくいかない場合が多い。これは、生殖的隔離が生理的な面で行われる場合があることと共に、そもそも遺伝子が異なっている以上、その発現等において不具合が生じやすいためと推測される。
種間では交配が行われにくく、交配させても子供ができることは少なく、できたとしても、その子には生殖能力がない場合が多い。雑種に生殖能力があるかどうかは、その両親が同種であるかどうかの判断基準の一つとなる。雄ロバと雌ウマの雑種であるラバは繁殖能力がないが、洋ランのカトレヤに見られるように、ラン科では種間どころか属間でも雑種ができる例が多々ある。ほ乳類の雑種では、往々に両親の名を前後つなぎ合わせた名を与えられる。ヒョウ属の雑種（タイゴン、ライガー等）の一覧についてはヒョウ属を参照。
近年ではバイオテクノロジーの発達もあって、遺伝子レベルで人為的に操作して結合させたキメラも、現実的な話になってきている。
ただ、フランケンシュタイン・コンプレックスに見られるようなテクノロジーに対する警戒論も強く、むやみな他種族間の交配を警戒する声はバイオテクノロジー発達以前からある。

## 雑種強勢
2系統の両親の交配により生まれた子が、親よりも優れた特性を示すことがある。これを雑種強勢またはヘテロシスという。雑種強勢の程度の表し方には3通りあり、1つ目は両親の平均を基準とする場合、2つ目は両親のうち優良な親を基準とする場合、3つ目は標準品種を基準とする場合である。
雑種強勢は、雌馬と雄ロバの子であるラバや、カイコの養蚕、ニワトリの養鶏にも利用され、雑種強勢を利用したハイブリッド品種やF1作物と呼称される農作物が多種産生されている。種苗会社が繁殖用品種の親株とする二種を別々に自植または同種の他殖で栽培を継続し、毎期その間に産生される雑種を一代限りの栽培品種として販売するものがF1作物で、これを購入後に栽培し収穫する農家が、栽培品種から雑種第二代(F2)の種子を得ても、優良形質は得られない。
農作物で用いる雑種第一代（F1）の両親の2系統は通常、近親交配により、注目する遺伝子座において異なるホモ接合型を有し、雑種第一代でヘテロ接合の均一な個体となる。F1同士の子孫である雑種第二代（F2）以降は、様々な遺伝子型をもち個体差が大きい。

### 原理
雑種強勢は多くの場合、複数の遺伝子座が関わる量的な効果であると古くから考えられていた。遺伝子の作用が相加的な場合、2系統を交配した雑種第一代(F1)は2系統の中間の性質を示す。F1が2系統の中間より優れている場合が雑種強勢で、その原因には相加的な場合からのずれという意味での優性効果、エピスタシス効果がある。これらのうち何が主要因なのかは種によって異なると考えられており、詳しいメカニズムは解明されていない。

### 関連カテゴリ
- 哺乳類の雑種
- カテゴリ:鳥類の雑種（英語版）
- カテゴリ:両生類の雑種（英語版）
- 魚類の雑種